# Platte megye (Nebraska)
Platte megye az Amerikai Egyesült Államokban, azon belül Nebraska államban található. Megyeszékhelye és legnagyobb városa Columbus. Lakosainak száma 34 296 fő (2020. április 1.). Platte megye Madison, Polk, Merrick, Nance, Boone, Stanton, Colfax és Butler megyékkel határos.

## Népesség
A megye népességének változása:
| Lakosok száma | 32 264 | 32 402 | 32 560 | 32 505 | 32 847 | 34 296 |
|               | 2010   | 2011   | 2012   | 2013   | 2015   | 2020   |